# 神山昂
神山 昂（かみやま たかし、1951年12月4日 - ）は沖縄県で高校野球の指導を長らく務めている指導者である。監督として3回、コーチとして4回の甲子園出場経験を持つ。

## 経歴
1951年糸満市に生まれる。1967年沖縄県立糸満高等学校に入学し、高校3年の夏、甲子園の県予選の決勝で糸満高校対興南高校と火花を散らした。この試合の興南高校には、後に興南高校野球部の監督に就任する我喜屋優もいた。決勝戦では惜しくも僅差で興南高校に敗れた。高校卒業後は、琉球大学に進学する。
大学卒業後、非常勤講師として沖縄高校（現在の沖縄尚学高校）やコザ高校を2年ほど勤め、1978年沖縄県立豊見城高等学校野球部にコーチ就任。糸満高校で監督をしていた栽弘義監督から声を掛けられ、1983年沖縄県立沖縄水産高等学校野球部にコーチ就任する。1984年には、栽弘義監督の代理として甲子園に出場を果たす。
栽弘義監督の片腕として指導者の経験を積んだ後、1988年那覇商業高校の監督に就任。第118回九州地区高校野球大会出場、1994年には第66回選抜高等学校野球大会、第76回全国高等学校野球選手権大会に出場し春夏連続の甲子園出場に導き、夏の選手権大会では横浜高校を相手に甲子園初勝利を飾っている。その後、母校の2001年糸満高校、2008年宮古高校などで監督を務め、監督として3回、コーチとして4回の甲子園出場を果たした。定年退職を迎えたが、KBC学園未来高校沖縄に初代監督として再びユニフォームに袖を通すことを決めた。
2015年、正式にKBC学園未来高校沖縄の野球部監督に就任。野球部創立から携わることとなった。同年、未来高等学校沖縄野球部は、沖縄県高等学校野球連盟に加盟。2018年創部から僅か4年目で第65回沖縄県春季高等学校野球大会を制し、第142回九州地区高等学校野球大会に初出場。その年のドラフト会議において、宜保翔がオリックス・バファローズから5位指名を受けた。2020年より同校の総監督就任し息子の神山剛史が監督に着任した。2021年には日本高等学校野球連盟と朝日新聞社から贈られる、高校野球の育成と発展に尽くした指導者を表彰する「育成功労賞」を受賞した。